# 大森山 (小坂町)
大森山（おおもりやま）は、秋田県鹿角郡小坂町にある標高455mの山である。

## 概要
方角によっては円錐形に近い姿に見える低山で、麓からの比高は200mほど。小坂川（米代川水系）の上流域、国道282号の相内方面分岐点にある。
この分岐点から右方（北方向）へ入った、大森山山麓から上流一帯を「相内（あいない）」と呼び、
かつて秋田スギの産地であり、また相内鉱山があって銅鉱石などを採掘していた。